# Diogo de Melo
Diogo de Melo est le 9e capitaine-major du Ceylan portugais. 